# نيودلهي
نيودلهي (بالهندية: नई दिल्ली) هي عاصمة الهند وجزء من إقليم العاصمة الوطنية دلهي وهي المدينة الثانية في الهند بعد مدينة مومباي. تقع في شمال البلاد. نيو دلهي هي مقر رئاسات السلطة التنفيذية والتشريعية والقضائية في الهند.
توصف بأنها الهند المصغرة (بالإنجليزية: Microcosm of India)، وهي من مدن العالم الأولى في مجالات الفنون، والتجارة، والتعليم، والترفيه، والأزياء، والمال والأعمال، والإعلام، والخدمات التخصصية، والبحوث العلمية، والتنمية. وتساهم المواصلات والسياحة في ترسيخ أهميتها.
وضع جورج الخامس حجر الأساس لبناء نيودلهي في 1911، صممها اثنين من أشهر المعماريين البريطانيين وهما إدوين ليتينز وهيربيرت بيكر وتم تسميتها باسم نيو دلهي في العام 1917، وأُفتتحت العاصمة الجديدة في 13 فبراير 1931.

## التَّاريخ

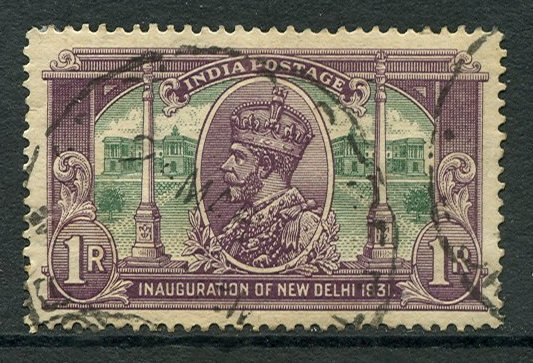
احتفلت سلسلة الطوابع البريدية لعام 1931 بتنصيب نيودلهي مقرًا للحكومة. ويظهر على طابع الروبية الواحد الملك جورج الخامس مع "مبنى السكرتارية" وأعمدة الدومينيون.

### التأسيس
كَانَت كلكتا عاصمة الهند خِلال الحُكم البريطانيّ حتَّى ديسمبر 1911، ولكنَّ عَندَمَا نشطت فِيهَا الحركات القوميَّة في أواخر القرن التَّاسِع عشر، أقدم نائب الملك اللورد كرزون على تقسيم البنغال، وأدى هَذَا التقسيم إلى تصاعد سياسي وديني هائل شمل اغتيالات سياسيَّة طالت مسؤولين بريطانيين في كلكتا، وتنامت المشاعر المُعَادية للاستعمار بَين الجمهور وبدأت المُقاطعة الكَامِلَة للبضائع البريطانيَّة، وأُجبرت الحُكومة الاستعماريَّة على إعادة توحيد البنغال وتحويل العاصِمَة إلى نيودلهي.
كَانَت دلهي القديمة تُعد المَركَز السياسيّ والماليّ للإمبراطوريات المُختَلِفَة في الهند القديمة وسلطنة دلهي وإمبِرَاطُورِيَّة موغال من 1649 إلى 1857. وَخِلَال أوائل القرن العِشرين قُدم اقتراح للإدارة البريطانيَّة لتحويل عاصمة الإمبراطوريَّة الهنديَّة البريطانيَّة من كلكتا على الساحل الشرقي إلى دلهي. وشعرت حكومة الهند البريطانيَّة أن الأنسب لوجستيًا إِدَارَة الهند من دلهي الواقعة وَسَط شَمَال الهند. وحصلت على الأرض لِإِنشاء مَدِينَة دلهي الجَدِيدَة بموجب قانون حيازة الأرض لعام 1894.
أَثناء إقامَة «دلهي دوربار» في 12 ديسمبر 1911 وأثناء وَضع حجر الأَسَاس لمقر إقامَة نائب الملك في حَدِيقَة التتويج أعلن إمبَراطور الهند جورج الخامس عَن نَقل عاصمة الراج من كلكتا إلى دلهي. وَبَعد ثلاثة أيام وَضع جورج الخامس برفقة زوجته الملكة ماري حجر الأَسَاس لنيودلهي في معسكر كينجزواي. وعمل إدوين لوتينز على تخطيط نيودلهي عَندَمَا زارها لأول مرَّة في عام 1912 برفقة هربرت بيكر، وكانا من كبار المُهندسين المعماريّين البريطانييّن في القرن العِشرين. بدأَ البناء بَعد الحرب العالمية الأولى واكتمل بحلول عام 1931،  وأُفتتحت المدينة الَّتِي أُطلق عَلَيهَا فيمَا بَعد «دلهي لوتينز» في احتفالات بَدَأت في 10 فبراير 1931 أقامها نائب الملك اللورد إروين. صمم لوتينز اَلمِنطَقَة الإداريَّة المركزيَّة للمدينة كدليل على تطلعات الإمبراطوريَّة البريطانيَّة.
سرعان مَا بدأَ لوتينز في التفكير في أَمَاكِن أُخرى، وقدمت لَجنَة تخطيط مَدِينَة دلهي، الَّتِي شُكلت لتخطيط العاصِمَة الإمبراطوريَّة الجَدِيدَة برئاسة «جورج سوينتون» وعضوية «جون إيه برودي» ولوتينز تقارير عَن المواقع الشماليَّة والجنوبيَّة. ولكنَّ نائب الملك رفضها عَندَمَا علم بالتكلفة العالية للحصول على العقارات الضروريَّة، وَكَان من المفترض أن يكون المحور المركزي لنيودلهي المواجه للشرق عِند بوابة الهند محورًا رابط بَين الشمال وَالجَنُوب ويربط منزل نائب الملك بأحد طرفيه ويربط «باهارجانج» في الطرف الآخِر، ولكنَّ بسبب ضيق المِسَاحَة ووجود مواقع تراثية على الجانب الشمالي تُقَرِر بنائه في الموقع الجنوبي. وأُختير مَوقِع على قِمَّة تل في قرية ميو يطل مباشرةً على «قلعة دينابانا».
قَبل البدء في البناء على التلال الصخرية،  تم إِنشاء خط سكة حديد دائري حول مَبنى المَجلِس (الآن مَبنى البرلمان) يسمى «سكة حديد دلهي الإمبراطوريَّة»، لنقل مواد البناء والعمّال على مدار العِشرين عامًا القادمة، كَان آخر حجر عثرة هُو «خط سكة حديد أغرة-دلهي» الَّذِي قطع طَرِيق الموقع المخصص للنصب التذكاري السداسي لحرب عموم الهند (بوابة الهند)، وقد تم تغيير مسار الخط ليسير بمحاذاة نهر يامونا وبدأ العَمَل في الإِنشاء عام 1924. أُفتتحت «محطّة نيودلهي للسكك الحديديَّة» في عام 1926، بمنصة واحدة في بوَّابة أجمري بالقرب من باهارجانج، وتمَّ الانتهاء مِنهَا في عام 1931. مَع انتهاء أَعمَال البناء في «منزل نائب الملك»، والأمَانَة المركزيَّة، ومبنى البرلمان، والنصب التذكاري لحرب عموم الهند بَدَأت أَعمَال بِنَاء مِنطَقَة تسوق وساحة جديدة تُدعى «كونوت بليس» في عام 1929، واكتملت أَعمَال البناء بحلول عام 1933. سُميت الساحة على اسم الأمير آرثر دوق كونوت الأول (1850-1942)، وكانت من تصميم «روبرت تور راسل» كَبِير المُهندسين المعماريّين في إِدَارَة الأشغال العامَّة.
بَعد انتقال عاصمة الهند إلى دلهي، شُيد مَبنى سكرتارية مؤقت في عام 1912 في شمال دلهي، وانتقلت مُعظم المَكَاتِب الحكوميَّة إلى العاصِمَة الجَدِيدَة من «الأمَانَة القديمة» في دلهي القديمة.

### مَا بَعد الاستِقلال
بَعد اِستِقلال الهند في عام 1947، مُنحت نيودلهي استقلالًا ذاتيًا محدودًا وتولَّى إدارتها رَئِيس مفوض معين من قَبل حكومة الهند. وَفِي عام 1966 حُولت دلهي إلى إقليم اتحادي ولاحقًا أُستبدل المفوض الرَئِيسيّ بنائب الحاكم، وتضمّن التعديل التَّاسِع والستون للدستور الهندي في 1991 «أن إقليم دلهي الاتحادي معروف رسميًا بِاِسم إقليم العاصِمَة الوطنيَّة دلهي»،  ومُنحت الحُكومة المنتخبة سلطات واسعة، باستثناء القَانُون والنِظَام الَّذِي بقي مَع الحُكومة المركزيَّة، وبدأ التنفيذ الفِعلِي للتشريع في عام 1993.
كَان أول امتداد رَئِيسيّ لنيودلهي خارج «دلهي لوتينز» في الخَمسينِيَّات من القرن الماضي عَندَمَا طورت إِدَارَة الأشغال العامَّة المركزيَّة مِسَاحَة كَبِيرَة من الأراضي جَنُوب غَرب لوتينز دلهي لِإِنشاء الجيب الدبلوماسي لشاناكيابوري، حيثُ خُصصت الأرض للسفارات، والمُقاطعات، واللجان العليا، ومساكن السفراء حول مِنطَقَة مركزية واسعة تُدعى «شانتي باث».

## الجُغرافيا

تقع مدينة نيودلهي داخل إقليم العاصمة الوطنية دلهي

تَقع نيودلهي فوقَ ضِفَاف نهرِ يامونا شّماليّ البلاد، وتبلغ مساحتها 42.7 كيلومتر مربع (16.5 ميل2)، وتُشكل جُزء صغير من مِنطَقَة العاصِمَة دلهي،  ويتراوح ارتفاع المدينة عَن سطح البَحر بسبب وقوعها على سهل الغانج الهندي، وقد كَانَت نيودلهي والمناطق المحيطة بِهَا جُزءًا من سِلسِلَة جبال أرافالي الَّتِي لَم يتبقى مِنهَا سوى «دلهي ريدج».

### الزلازل
تًصنف نيودلهي من «الدرجة الزلزالية الرابعة» ممَّا يجعلها عرضة للزلازل  بسبب وقوعها على عدَّة خطوط صدع وقد تعرضت لزلازل متكررة كَانَت معظمها خفيفة، وأرتفعت عدد الزلازل بَين عاميّ 2011 و2015، وَكَان أبرزها زلزال بقوة 5.4 دَرَجَة في عام 2015 ومركزه نيبال، وزلزال بقوة 4.7 دَرَجَة في 25 نوفمبر 2007، وزلزال بقوة 4.2 دَرَجَة في 7 سبتمبر 2011، وزلزال بقوة 5.2 دَرَجَة على مقياس ريختر في 5 مارس 2012، وسرب من 12 زلزالًا بِمَا في ذَلِك أربعة زلازل بقوة 2.5 و2.8 و3.1 و3.3 في 12 نوفمبر 2013.

### المناخ
يُصنف مناخ نيودلهي بأنَّه مناخ حار شبه جاف يحده مناخ شبه استوائي جاف ورطب، ويتباين المناخ بَين الصيف والشتاء من حيثُ دَرَجَة الحرارة وهطول الأمطار، حيثُ تتراوح دَرَجَة الحرارة صيفًا 46 °م (115 °ف)، وحوالي 0 °م (32 °ف) شتاءًا، ويَختلف «المناخ شبه الاستوائي الرطب» في المدينة عَن العديد من المُدن الأُخرى بشكل ملحوظ، حيثُ تتميز بصيف طويل وحار جدًا وعواصف ترابية، وشتاء جاف ومعتدل نسبيًا مَع وضباب وحرائق غابات ورياح موسمية، يمتد الصيف الطويل من أوائل أبريل إلى أكتوبر، فيمَا يبدأ الشتاء في نوفمبر ويَبلغَ ذروته في يناير.
يبلغ متوسط دَرَجَة الحرارة السنوي حوالي 25 °م (77 °ف)، ويتراوح المُتَوَسِط الشهري لدرجات الحرارة اليومية من 14 إلى 34 °م (57 إلى 93 °ف). وبلغت أعلى دَرَجَة حرارة سُجلت في نيودلهي على الإِطلاق 48.4 °م (119.1 °ف) في 26 مايو 1998، بينما سُجلت أدنى دَرَجَة حرارة على الإِطلاق −2.2 °م (28.0 °ف) في 11 يناير 1967،  يبلغ متوسط هطول الأمطار السنوي 714 مليمتر (28.1 بوصة)، وتهطل مُعظم الأمطار خِلال الرياح الموسميَّة في يوليو وأغسطس.
يظهر الجدول التالي التغييرات المناخية على مدار السنة لنيودلهي:
| البيانات المناخية لـنيودلهي                                                 | البيانات المناخية لـنيودلهي | البيانات المناخية لـنيودلهي | البيانات المناخية لـنيودلهي | البيانات المناخية لـنيودلهي | البيانات المناخية لـنيودلهي | البيانات المناخية لـنيودلهي | البيانات المناخية لـنيودلهي | البيانات المناخية لـنيودلهي | البيانات المناخية لـنيودلهي | البيانات المناخية لـنيودلهي | البيانات المناخية لـنيودلهي | البيانات المناخية لـنيودلهي | البيانات المناخية لـنيودلهي |
| الشهر                                                                       | يناير                       | فبراير                      | مارس                        | أبريل                       | مايو                        | يونيو                       | يوليو                       | أغسطس                       | سبتمبر                      | أكتوبر                      | نوفمبر                      | ديسمبر                      | المعدل السنوي               |
| --------------------------------------------------------------------------- | --------------------------- | --------------------------- | --------------------------- | --------------------------- | --------------------------- | --------------------------- | --------------------------- | --------------------------- | --------------------------- | --------------------------- | --------------------------- | --------------------------- | --------------------------- |
| الدرجة القصوى °م (°ف)                                                       | 30.0 (86.0)                 | 34.1 (93.4)                 | 40.6 (105.1)                | 45.6 (114.1)                | 47.2 (117.0)                | 46.7 (116.1)                | 45.0 (113.0)                | 42.0 (107.6)                | 40.6 (105.1)                | 39.4 (102.9)                | 36.1 (97.0)                 | 29.3 (84.7)                 | 47.2 (117.0)                |
| متوسط درجة الحرارة الكبرى °م (°ف)                                           | 20.5 (68.9)                 | 23.9 (75.0)                 | 29.6 (85.3)                 | 36.3 (97.3)                 | 39.5 (103.1)                | 39.2 (102.6)                | 35.4 (95.7)                 | 34.1 (93.4)                 | 34.1 (93.4)                 | 32.8 (91.0)                 | 28.2 (82.8)                 | 23.1 (73.6)                 | 31.4 (88.5)                 |
| متوسط درجة الحرارة الصغرى °م (°ف)                                           | 7.6 (45.7)                  | 10.4 (50.7)                 | 15.6 (60.1)                 | 21.3 (70.3)                 | 25.8 (78.4)                 | 27.9 (82.2)                 | 27.4 (81.3)                 | 26.6 (79.9)                 | 25.0 (77.0)                 | 19.1 (66.4)                 | 12.9 (55.2)                 | 8.3 (46.9)                  | 19.0 (66.2)                 |
| أدنى درجة حرارة °م (°ف)                                                     | −0.6 (30.9)                 | 1.6 (34.9)                  | 4.4 (39.9)                  | 10.7 (51.3)                 | 15.2 (59.4)                 | 18.9 (66.0)                 | 20.3 (68.5)                 | 20.7 (69.3)                 | 17.3 (63.1)                 | 9.4 (48.9)                  | 3.9 (39.0)                  | 1.1 (34.0)                  | −0.6 (30.9)                 |
| معدل هطول الأمطار مم (إنش)                                                  | 19.3 (0.76)                 | 22.1 (0.87)                 | 15.9 (0.63)                 | 13.0 (0.51)                 | 31.5 (1.24)                 | 82.2 (3.24)                 | 187.3 (7.37)                | 232.5 (9.15)                | 129.8 (5.11)                | 14.3 (0.56)                 | 4.9 (0.19)                  | 9.4 (0.37)                  | 762.3 (30.01)               |
| متوسط الأيام الممطرة                                                        | 1.3                         | 1.8                         | 1.6                         | 1.2                         | 2.5                         | 4.6                         | 9.4                         | 9.8                         | 5.5                         | 1.0                         | 0.5                         | 0.9                         | 40.1                        |
| متوسط الرطوبة النسبية (%)                                                   | 63                          | 55                          | 47                          | 34                          | 33                          | 46                          | 70                          | 73                          | 62                          | 52                          | 55                          | 62                          | 54                          |
| ساعات سطوع الشمس الشهرية                                                    | 214.6                       | 216.1                       | 239.1                       | 261.0                       | 263.1                       | 196.5                       | 165.9                       | 177.0                       | 219.0                       | 269.3                       | 247.2                       | 215.8                       | 2٬684٫6                     |
| المصدر #1: India Meteorological Department (record high and low up to 2010) |                             |                             |                             |                             |                             |                             |                             |                             |                             |                             |                             |                             |                             |
| المصدر #2: NOAA (extremes, sun and humidity, 1971–1990)                     |                             |                             |                             |                             |                             |                             |                             |                             |                             |                             |                             |                             |                             |

### الهواء

تلوث الهواء في نيودلهي 2015.
خطير
غير صحي بشكل كبير
غير صحي
غير صحي للمجموعات الحساسة
معتدل
جيد

احتَّلت نيودلهي المرتبة 154 من أصل 230 مَدِينَة في دَرَجَة سوء نوعيّة الهواء والتلوث في اِستِطلاع سنويٌّ عَن «جودة المعيشة» تجريه شَّرِكَة ميرسر لعام 2015،  وصنفت منظَّمة الصحة العالميَّة نيودلهي بأنَّها المدينة الأكثر تلوثًا فِي العَالم في عام 2014 من بَين حوالي 1600 مَدِينَة تتبعتها المنظَّمة في جَمِيع أنحاء العَالَم. وَفِي عام 2016 صَنَّفت وكالة حماية البيئة الأمريكيَّة نيودلهي بأنَّها المدينة الأكثر تلوثًا على وجَّه الأرض،  وَفِي عام 2019 صنفتها شَّرِكَة IQAir بأكثر مُدن العَالَم تلوثًا للعام الثاني على التوالي.

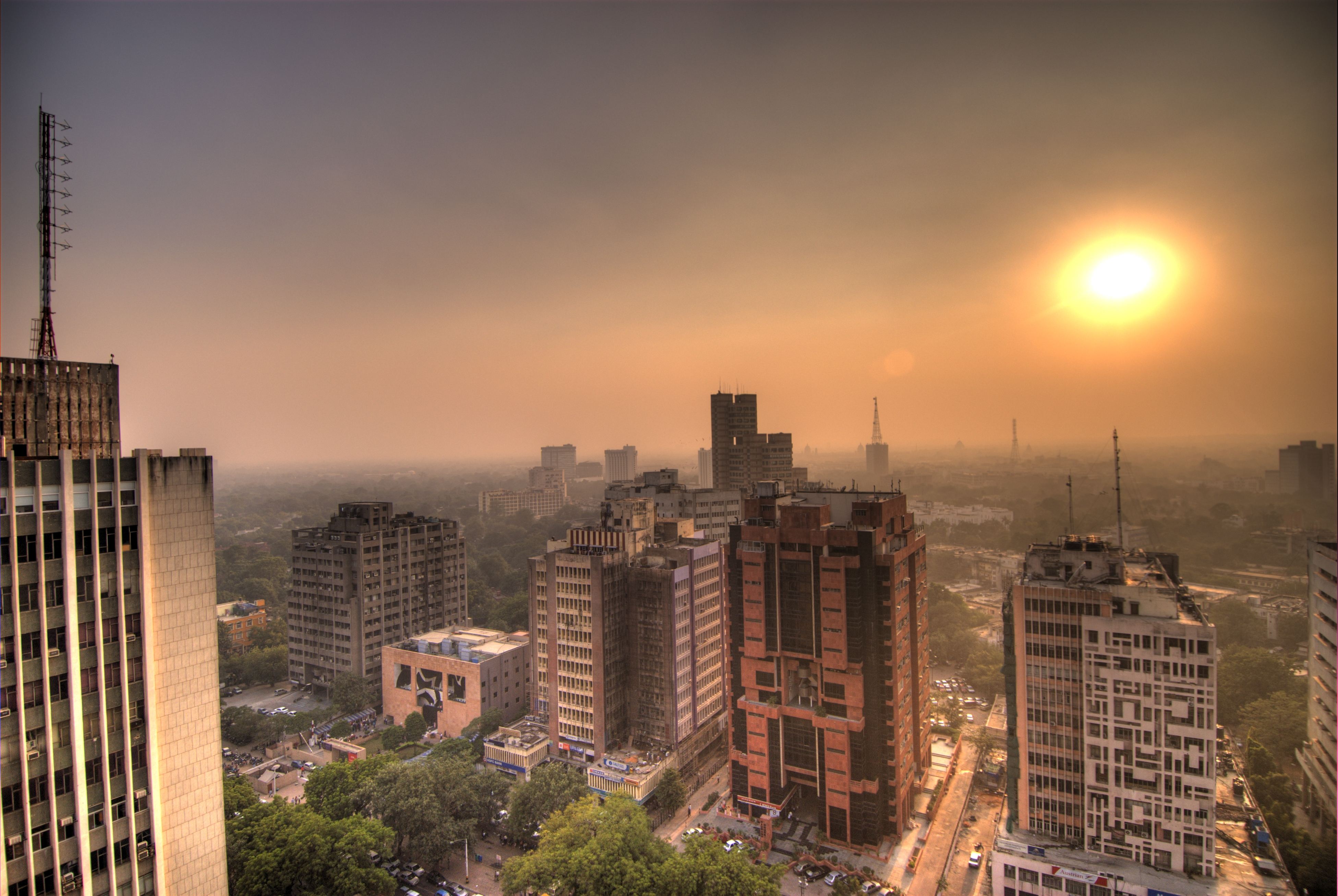
الضباب الدخاني الكثيف في كونوت بليس، نيودلهي.

يزداد تلوث الهواء سوءًا خِلال فصل الشتاء، وَفِي مُحاوَلة للتقليل من آثاره، أَعلَنَت حكومة دلهي في ديسمبر 2015 عَن خُطَّة سفر مؤقتة ليوم بديل للسيّارات الَّتِي تستخدم نِظَام لوحات الترخيص الفردية والزوجية، ومنعت الشاحنات من دخول العاصِمَة قَبل الساعة 11 مساءًا،  وأعلنت عَن خطط لتطبيق نِظَام تقييد القيادة كتجربة اعتبارًا من 1 يناير 2016 لفترة أولية مدتها 15 يومًا بَين الثَّامِنَة صباحًا والثَّامِنَة مساءً خِلال أيام الأسبوع عدا يوم الأحد. وَزِيادَة خِدمَة النَّقل العَام خِلال فَترَة الحظر.
في 16 ديسمبر 2015 فرضت المحكمة العليا في الهند عدَّة قيود على نِظَام النَّقل في دلهي لِلَحَد من التلوث، وأمرت بوقف تسجيل السيَّارات الَّتِي تعمل بالديزل والمركّبات الرياضية مُتَعَدّدَة الاستخدامات والمزودة بسعة محرك تَبلُغ 2000 سم مكعب أو أَكثَر حتَّى 31 مارس 2016، وأمرت المحكمة تحويل جَمِيع سيارات الأجرة في مِنطَقَة دلهي بالتحول إلى الغاز الطَّبيعِيّ المضغوط بحلول 1 مارس 2016، ومنعت دخول مركبات النَّقل الَّتِي يزيد عمرها عَن 10 سنوات إلى العاصِمَة.
كشف تحليل بيانات سرعة السيارة في الوَقت الفِعلِي من «أوبر دلهي» أرتفاع متوسط السرعات بنِسبَة 5.4 بالمائة، ممَّا يعني أن محركات السيارة تعمل بالقرب من الحد الأدنى من استهلاك الوقود. وتُعد «مَدِينَة دواركا» الواقعة في اَلمِنطَقَة الجنوبيَّة الغَربيَّة الأقل تلوثًا، وكانت مستويات التلوث في حرم جامعة «معهد نيتاجي سوبهاس للتكنولوجيا» منخفضة حيثُ تصل إلى 93 جُزء في المليون. 
في 7 نوفمبر 2017 أَعلَنَت «الجمعيَّة الطبيَّة الهنديَّة» حالَة طوارئ صِحِيَّة عامة بَعد ارتفاع مستويات التلوث،  وكانت أعلى مِنطَقَة تلوث هي مِنطَقَة «بنجابي باغ» مَع مؤشر جودة الهواء يبلغ 999، و852 في مِنطَقَة «آر كيه بورام»، وَكَان أدنى مؤشر مسجل هُو 319 في مِنطَقَة «أناند فيهار»،  وسُجلت «مستويات PM2.5» عِند 710 ميكروغرام/م3 مَا يُعادل أَكثَر من 11 ضعف من الحد الآمِن لمنظمة الصحة العالميَّة.
في دراسة أجريت عام 2018 وُجد أن نيودلهي هي العاصِمَة الأكثر تلوثًا من بَين 61 عاصمة حول العَالَم. وَفِي ديسمبر 2019 أطلق «معهد آي آي تي بومباي» بالشراكَة مَع «مدرسة ماكلفي للهندسة» بجامعة واشنطن في سانت لويس «مرفق أبحاث الهباء الجوي وجودة الهواء» لدراسة تلوث الهواء في نيودلهي ومدن هنديَّة أُخرى.
أَثناء الإغلاق الوبائي بسبب كوفيد-19 في الهند تحسنت جودة المياه في أحواض نهري جمنة والغانج بسبب إغلاق الصناعات،  كما تحسنت جودة الهواء بشكل ملحوظ أَثناء الإغلاق.
في 5 نوفمبر 2020 سجلت نيودلهي أَكثَر الأيام سمية خِلال العَام، حيثُ سُجل تَركِيز جزيئات PM2.5 السامة بمعدل 14 ضعف من الحد الآمِن لمنظمة الصحة العالميَّة.

## التركيبة السكانية
| الدين في نيودلهي | الدين في نيودلهي | الدين في نيودلهي | الدين في نيودلهي | الدين في نيودلهي |
| ---------------- | ---------------- | ---------------- | ---------------- | ---------------- |
| الدين            | الدين            |                  | %                | %                |
| الهندوسية        | الهندوسية        |                  | 89.82%           | 89.82%           |
| الإسلام          | الإسلام          |                  | 4.50%            | 4.50%            |
| المسيحية         | المسيحية         |                  | 2.93%            | 2.93%            |
| السيخية          | السيخية          |                  | 1.97%            | 1.97%            |
| الجاينية         | الجاينية         |                  | 0.42%            | 0.42%            |
| أخرى             | أخرى             |                  | 0.36%            | 0.36%            |

اعتبارًا من عام 2011 يبلغ عدد سكان منطقة نيودلهي 257,803 نسمة، وتعد اللغة الهندية الأكثر انتشارًا في نيودلهي واللغة المشتركة في المدينة. وتُستخدم اللغة الإنجليزية في المقام الأول كلغة رسمية من قبل المؤسسات التجارية والحكومية. ولديها معدل معرفة القراءة والكتابة 89.38% وفقا لتعداد 2011 وهو الأعلى في دلهي.

### الديانات
وفقًا لتعداد عام 2011، يعتنق الهندوسية 89.8% من سكان نيودلهي. هناك أيضًا مجتمعات المسلمين (4.5%)، والمسيحيين (2.9%)، والسيخ (2.0%)، والجاين (0.4%). وتشمل المجموعات الدينية الأخرى الفرس والبوذيين واليهود.

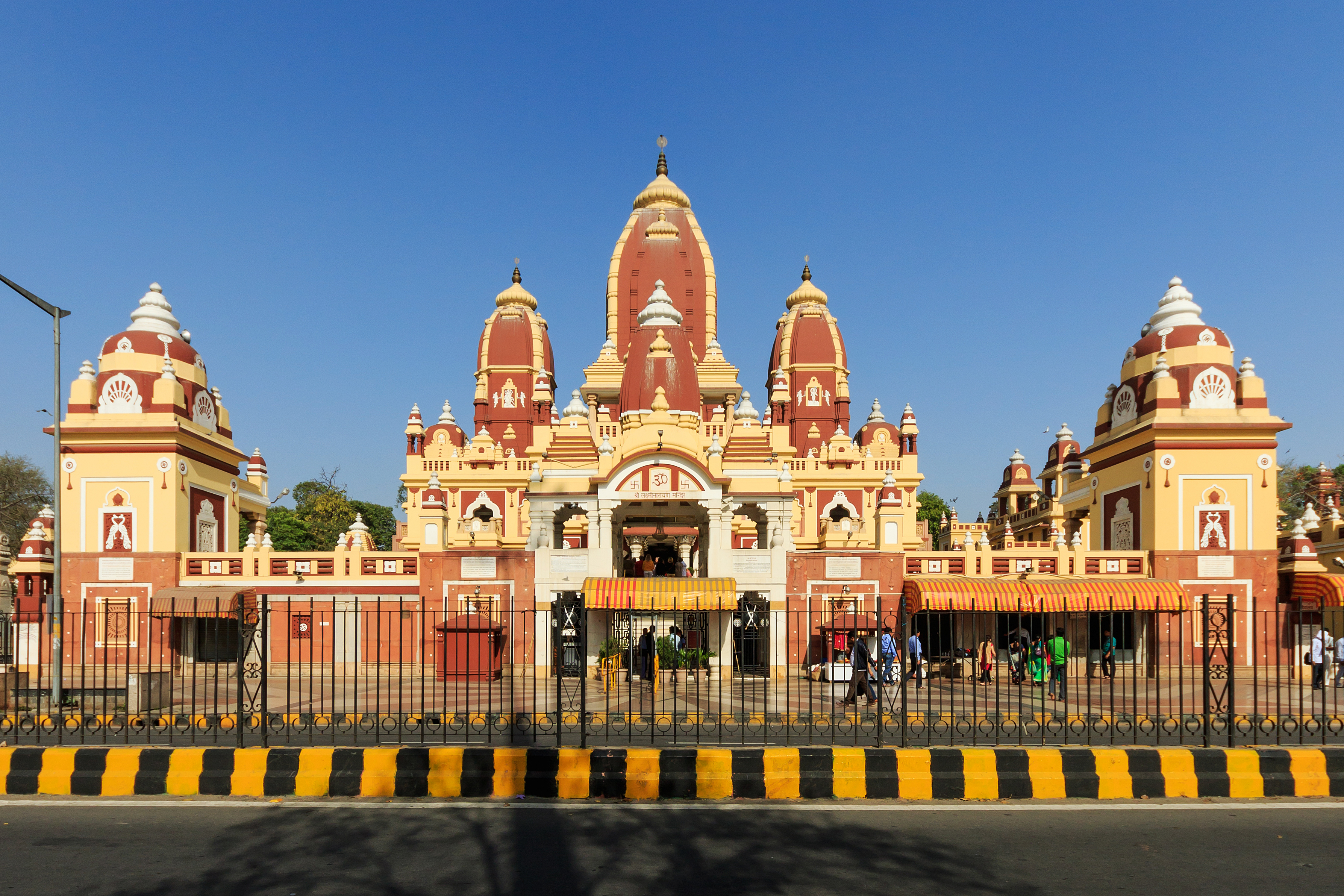
معبد لاكسمينارايان الهندوسي في نيودلهي.
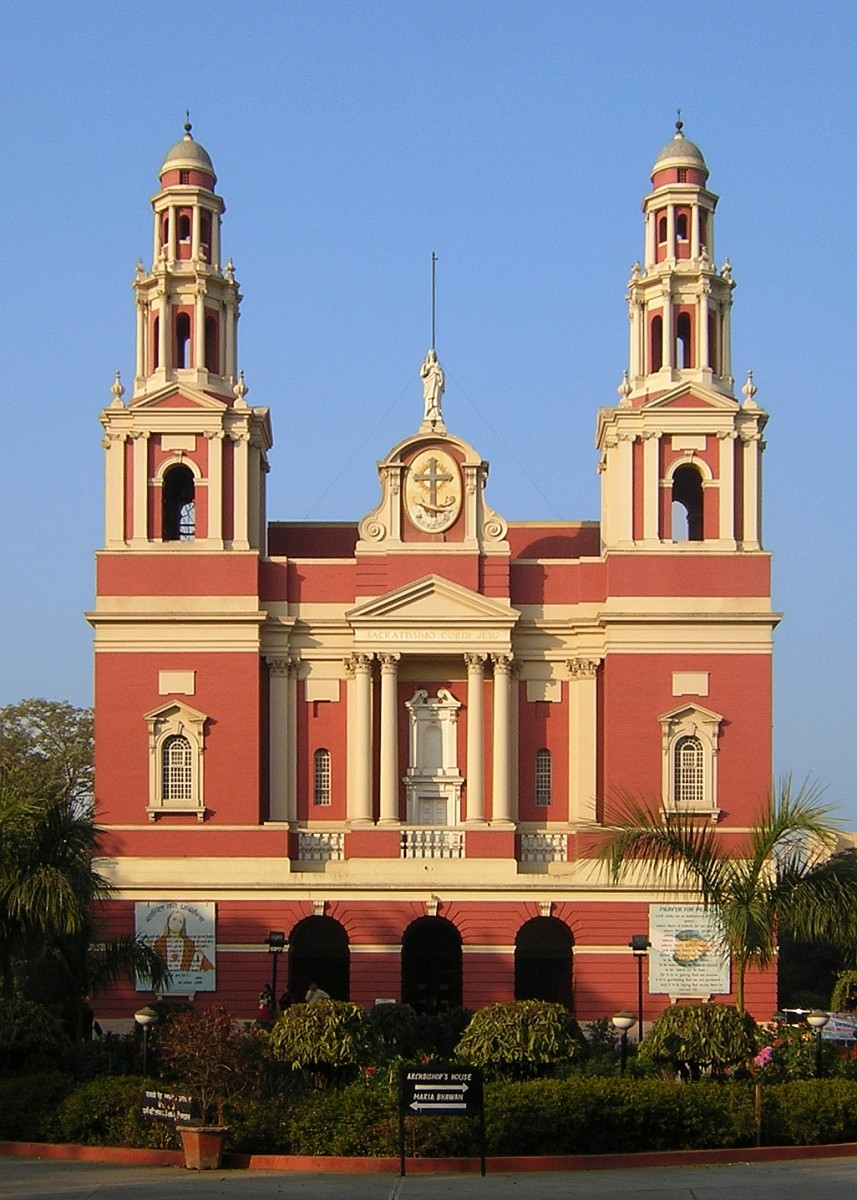
كاتدرائية القلب المقدس الكاثوليكية صممها المهندس المعماري البريطاني هنري ميدد بنمط الهندسة المعمارية الإيطالية.
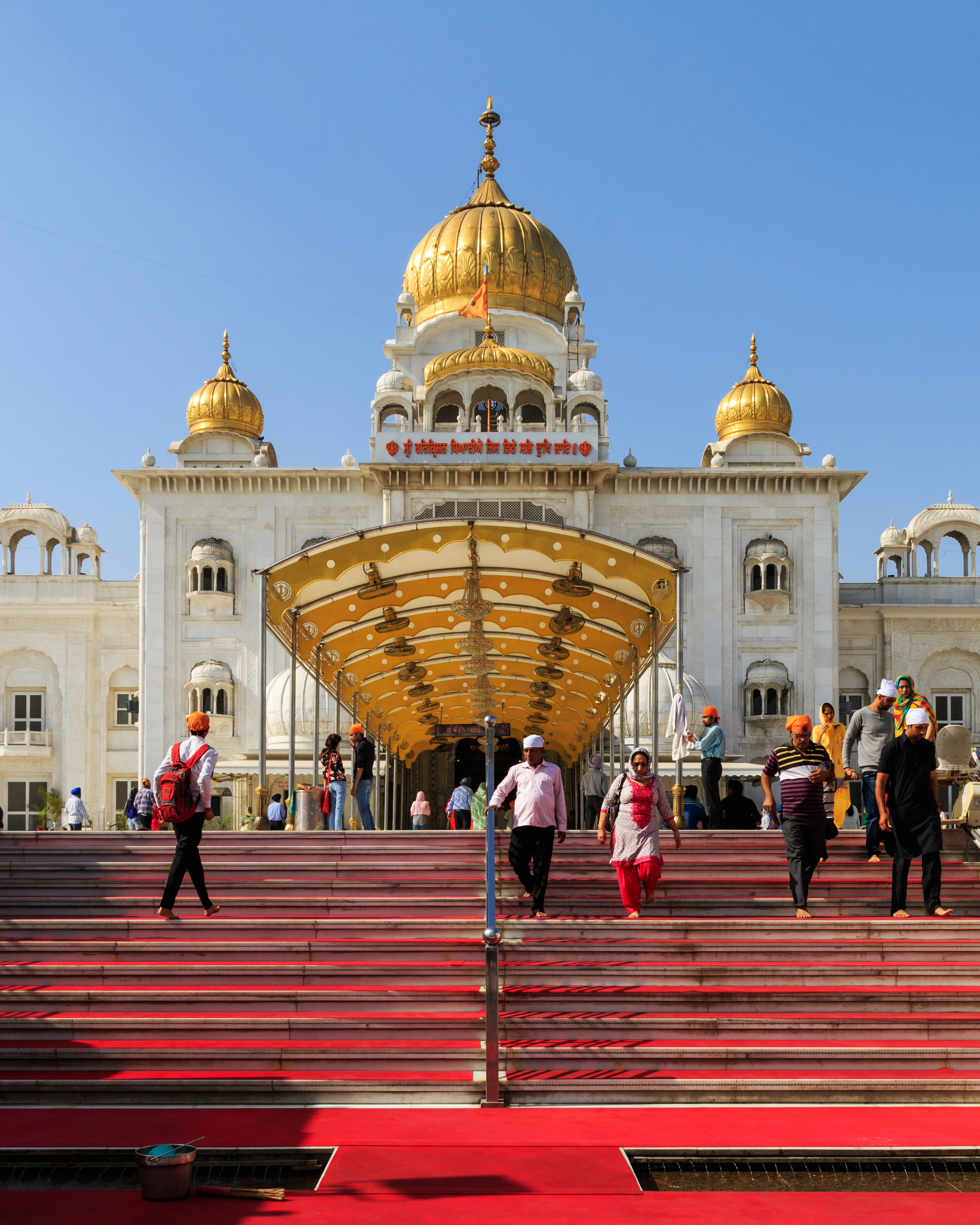
غوردوارا في نيودلهي.
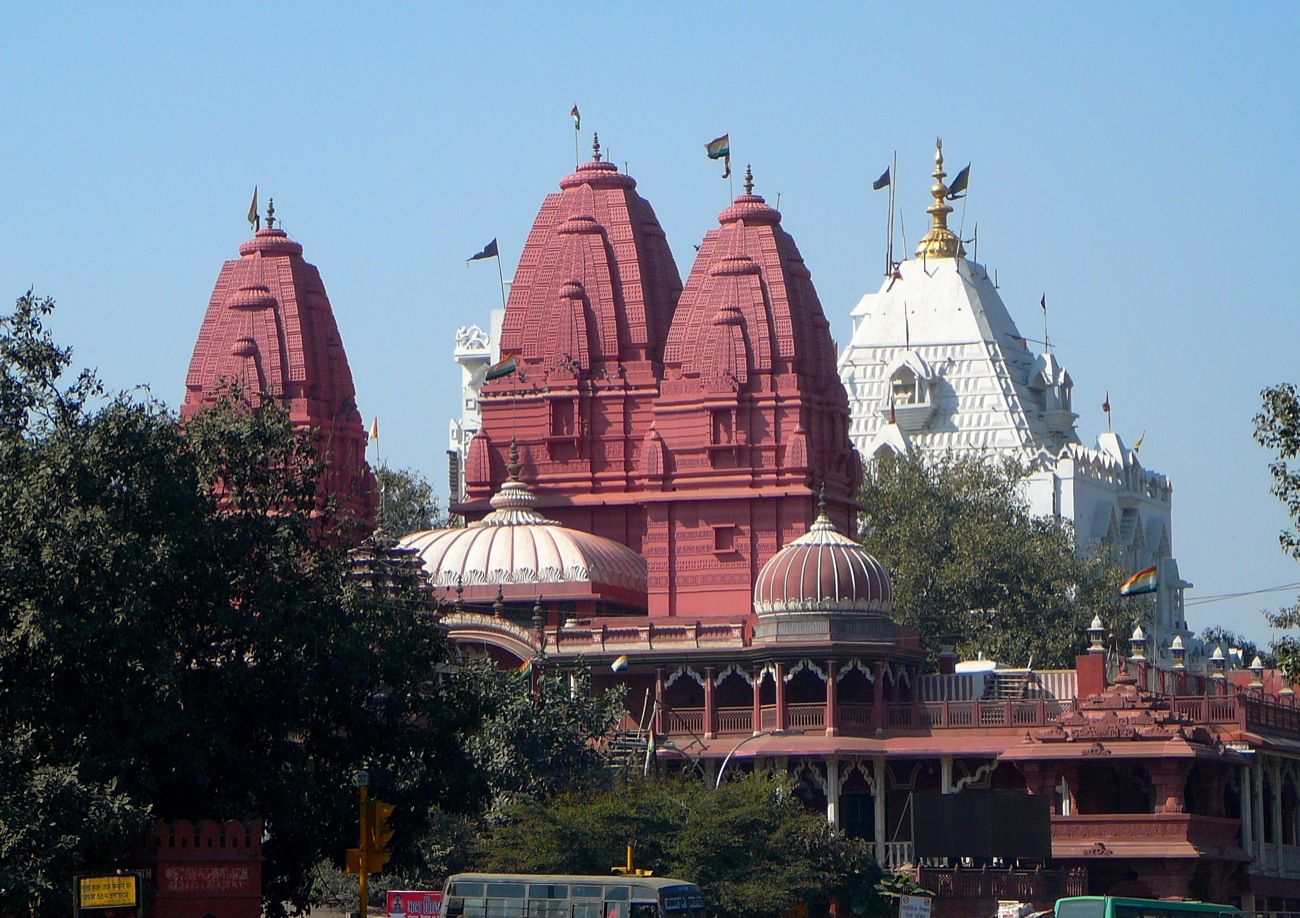
معبد لال ماندير في نيودلهي.

## الحكومة

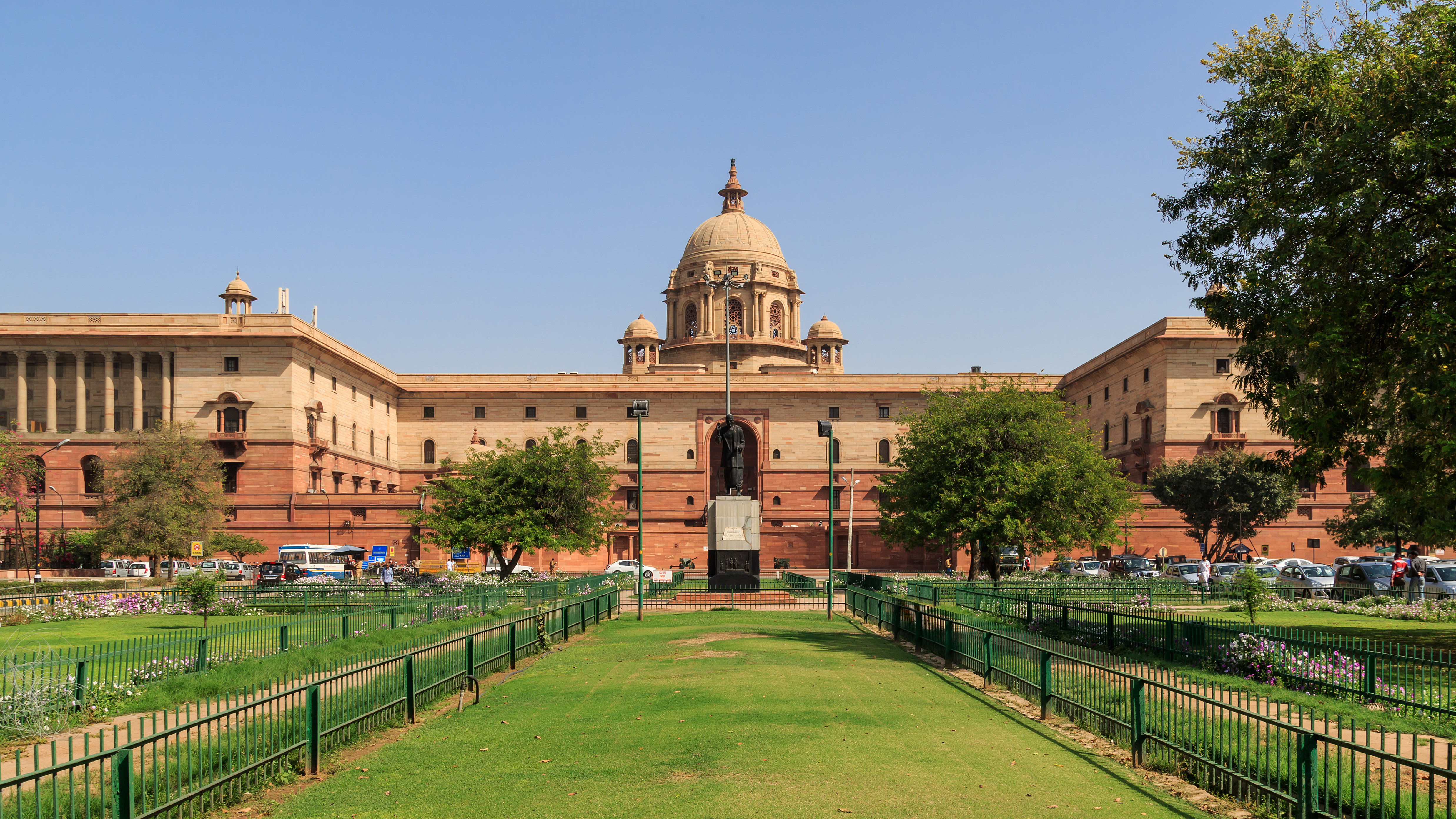
يضم مبنى الأمانة العامة وزارات الدفاع، والمالية، والشؤون الداخلية والشؤون الخارجية ومكتب رئيس الوزراء.

تدار العاصِمَة الوطنيَّة للهند «نيودلهي» بشكل مُشتَرَك من الحُكومة المركزيَّة في الهند والحُكومة المحَلِية في دلهي، جيث أنَّها عاصمة إقليم العاصِمَة الوطنيَّة في دلهي.
يشمل الهيكل الحكوميّ لِمَجلِس بلدية نيودلهي رئيسًا وثلاثة أعضاء من الجمعيَّة التشريعية لنيودلهي، وعضوين يرشحهم رَئِيس وزراء دلهي وخمسة أعضاء ترشحهم الحُكومة المركزيَّة.
رَئِيس ولاية دلهي هُو «نائب حاكم إقليم اِتِحَاد دلهي» يُعينه الرَّئِيس الهندي بمشورة الحُكومة المركزيَّة، ويُعد مَنصِب احتفالي، حيثُ أن «رَئِيس وزراء إقليم اِتِحَاد دلهي» هُو رَئِيس الحُكومة وله صلاحيات مُعظم السُلطات التَّنفِيذِية. ووفقًا للدستور الهندي يوقف العَمَل بأي قانون تقره «الجمعيَّة التشريعية في دلهي» إِذَا كَان مخالفًا لِأَيّ قانون يقره البرلمان الهندي، ويُعَمَل بالقَانُون الَّذِي أقره البرلمان.
تخضع نيودلهي لحكومة بلدية تُعرف بِاِسم «مَجلِس بلدية نيودلهي» وتُدار المناطق الحضريّة الأُخرى في مَدِينَة دلهي من «شَّرِكَة شَمَال دلهي البلدية»، و«شَّرِكَة جَنُوب دلهي البلدية»، و«شَّرِكَة إيست دلهي البلدية» و«مَجلِس كانتون دلهي».

## الاقتصاد

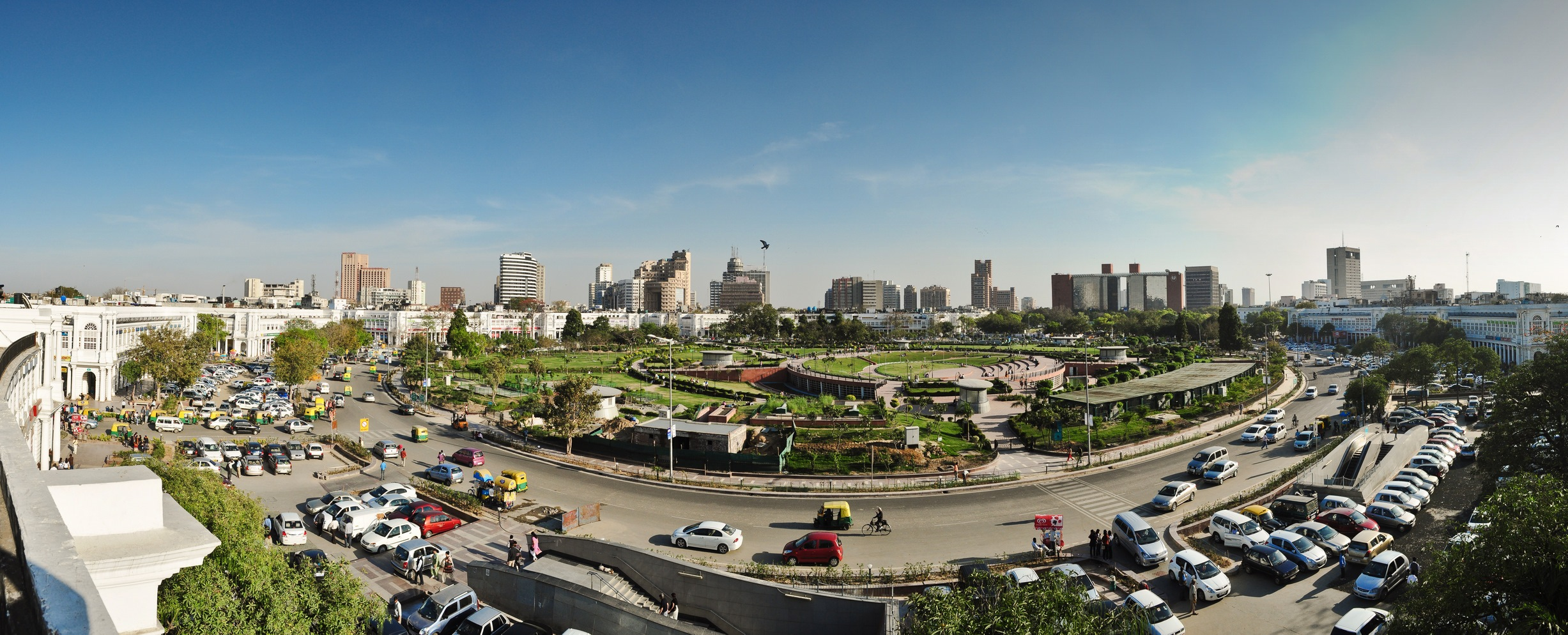
يُعتبر «كونوت بليس» في دلهي مركز اقتصادي مهم لمنطقة العاصمة الوطنية.

تُعتبر نيودلهي أكبر مَدِينَة تجاريَّة في شَمَال الهند، حيثُ يبلغ صافي الناتج المحليّ التقديري للولاية في السنة الماليَّة 2010 من 1595 مليار روبيه هندية (26 مليار دولار أمريكي) بالقِيمَة الاسمية، و6800 مليار روبيه هندية (110 مليار دولار أمريكي) تعادل القوَّة الشرائية. في 2013 كَان نصيب الفرد من الدَّخل في دلهي 230 ألف روبية، وَهُو ثاني أعلى مُعَدّل في الهند بَعد جوا، ويُقدّر الناتج المحليّ الإجمالي (مقياس قصير) في دلهي بمبلغ 3.88 تريليون روبية في 2012-13، مُقابِل 3.11 تريليون روبية في 2011-12.
يقع أحد أكبر المراكز التجاريَّة والماليَّة في شمال الهند المعروف بِاِسم «كونوت بليس», في الجزء الشمالي من نيودلهي، وَكَان القِطَاع الحكوميّ وشبه الحكوميّ هُو صاحب العَمَل الرَئِيسيّ في نيودلهي قَبل توسع قطاع الخِدمات في المدينة ويرجع ذَلِك جزئيًا إلى القوى العاملة الماهرة الناطقة باللغة الإنجليزيَّة الَّتِي جذبت العديد من الشَّرِكَات مُتَعَدّدَة الجنسيّات، وتشمل صناعات الخِدمات الرَئِيسيّة تكنولوجيّا المَعلُومَات وَالاِتِصَالَات والفنادق والمصارف والإعلاَم والسياحة.
صنف تَقرير الثروة العالميَّة لعام 2011 النشاط الاقتصاديّ في نيودلهي في المرتبة 39، ولكنَّ تم تصنيف العاصِمَة عمومًا في المرتبة 37، وهي مرتبة أعلى من مُدن مِثل جاكرتا وجوهانسبرغ. فيمَا تشترك نيودلهي مَع بكين في المَركَز الأول باعتِبارها الوجهة الأكثر استهدافًا للبيع بالتجزئة في الأسواق الناشئة بَين أسواق آسِيَا والمحيط الهادئ.
تنشر حكومة إقليم العاصِمَة الوطنيَّة دلهي تَقرير اقتصادي رسمي عَن دلهي بأكملها بشكل سنويٌّ، وَلَا يُوجِد أرقام اقتصاديّة خاصَّة بنيودلهي، ووفقًا «للمسح الاقتصاديّ لدلهي» فإنَّ المدينة لَهَا صافي ناتج محلي يبلغ 830.85 مِليار روبية هندية (للعام 2004-2005)،  وَكَان نصيب الفرد من الدَّخل 53976 روبية (1200 دُولَار أمريكي)،  وَفِي العَام 2008-09 كَان متوسط دخلَ الفرد في نيودلهي 116,886 روبيه (2595 دُولَار أمريكي)، ونمى متوسط دخلَ الفرد بنِسبَة 16.2 بالمائة حيثُ وصل إلى 135,814 روبيه (3,018 دُولَار أمريكي) في الفَترَة الماليَّة 2009-2010، بينما بلغَ نصيب الفرد من الناتج المحليّ الإجمالي لنيودلهي (حسب تعادل القوَّة الشرائية) 6860 دُولَار أمريكيّ خِلال الفَترَة الماليَّة 2009-2010، ممَّا جعلها من أغنى المُدن في الهند، ويُساهم القطاع الثالث للاقتصاد بنِسبَة 78.4 بالمائة من إجمالي الناتج المحليّ في دلهي، يليه القِطَاع الثانوي بنِسبَة 20.2 بالمائة، والقِطَاع الأولي بنِسبَة 1.4 بالمائة على التوالي.
قُدر الناتج المحليّ الإجمالي لِمَجلِس بلدية نيودلهي في العَام 2011-12 بحوالي 3.13 تريليون روبية (نطاق قصير)، ويُمثل ذَلِك زِيادَة تَبلُغ 18.7 بالمائة عَن السنة الماليَّة السَّابِقَة.

## الثقافة
تُعتبر نيودلهي مَدِينَة عالمية بسبب تواجد الأعراق المُتعدِّدة وثقافات البيروقراطيَّة الهنديَّة الهائلة والنِظَام السياسيّ، وكونها العاصِمَة أدَّى ذَلِك لتضخيم أهَمِيَّة الأَحدَاث الوطنيَّة والأعياد، حيثُ يُحتفل بالأَحدَاث الوطنيَّة مِثل عيد الجُمهوريَّة، ويوم الاستِقلال، وعيد ميلاد غاندي «غاندي جايانتي»، بحماس كَبِير في نيودلهي، ويخاطب رَئِيس الوُزراء الأمة من القلعة الحمراء في عيد اِستِقلال الهند في 15 أغسطس، ويحتفل مُعظم سكان دلهي باليوم بطائرات ورقية تُعتبر رمزًا للحرية،  ويُقام فِيهَا «موكب يوم الجُمهوريَّة» الَّذِي يتضمن عرض ثقافي وعسكري كَبِير يعرض التنوع الثقافيّ والقوّة العسكريَّة للهند.
وتشمل الاحتفالات الدينيَّة ديوالي (مهرجان الضوء)، ومها شيفاراتري، وتيج، ودورجا بوجا، مهافير وجايانتى، ومهرجان هولي، ولوهري، وعيد الفطر، وعيد الأضحى، وعيد الفصح، وراكشا باندهان، وعيد الميلاد. ويُعد «مهرجان قطب» حدث ثقافي يتضمن عروض المُوسيقيين والراقصين من جَمِيع أنحاء الهند ليلاً، ويُوَضع قطب منار خلفية لهذا الحدث. وتُقام أحداث أُخرى مِثل مهرجان الطائرات الورقية ومهرجان المانجو الدوليّ و«فاسانت بانشامي» (مهرجان الربيع) كلّ عام في دلهي.
في عام 2007 قرَّرت المنظَّمة البُوذيَّة اليابانيّة «نيبونزان ميهوجي» بِنَاء معبد السّلام في المدينة الَّتِي تحتوي على رفات بوذا، وأفتتحه الدالاي لاما.

### المواقع التاريخية والمتاحف والحدائق

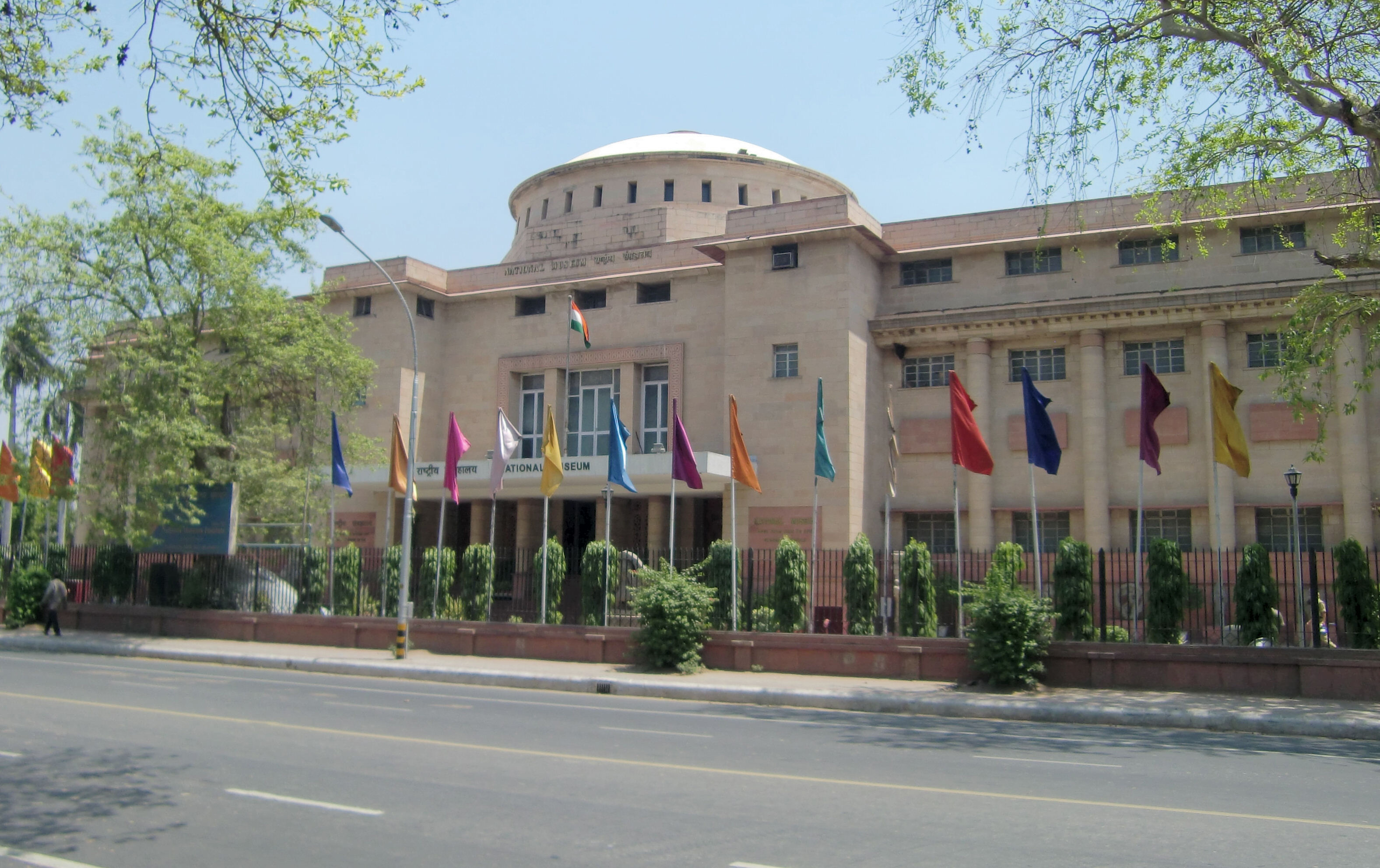
يعد المتحف الوطني في نيودلهي أحد أكبر المتاحف في الهند

يُوجِد في نيودلهي العديد من المواقع والمتاحف التاريخيَّة، ومنها «المتحف الوطنيّ» الَّذِي بدأَ بمعرض للفنون والتحف الهنديَّة في الأكاديميّة الملكيّة بلندن في شتاء 1947-1948،  ومرة أُخرى في راشتراباتي بهوان في عام 1949، وَفِي 15 أغسطس 1949 تم اِفتِتاح المتحف الوطنيّ بشكل رسمي ويضّم 200 ألف عَمَل فني من أصل هندي وأجنبي تُغطي أَكثَر من 5000 عام.
بُنيت بوابة الهند في عام 1931، وأُخذت فكرتها من قوس النصر في باريس،  وتُعد البوابة النصب التذكاري الوطنيّ للهند لإحياء ذكرى 90 ألف جُندي من الجيش الهندي فقدوا حياتهم أَثناء القتال من أَجَل الراج البريطاني في الحرب العالمية الأولى، والحرب الإنجليزية الأفغانية الثالثة،  وقد بُني شارع «ال راجباذ» على غرار شارع الشانزليزيه في باريس، هُو الشارع الاحتفالي للهند حيثُ يُقام فِيه موكب يوم الجُمهوريَّة السنوي في 26 يناير، وَفِي نيودلهي يُوجِد «متحف أنديرا غاندي التذكاري»، و«المعرض الوطنيّ للفن الحديث»، والمتحف الوطنيّ للتاريخ الطَّبيعِيّ، و«المتحف الوطنيّ للسكك الحديديَّة»، و«المتحف الوطنيّ للحرف اليدوية والنول اليدوي»، و«متحف الطوابع الوطنيّ»، و«قبة نهرو السماويّة»، و«متحف شانكار الدوليّ للدمى»،  و«متحف المحكمة العليا في الهند».

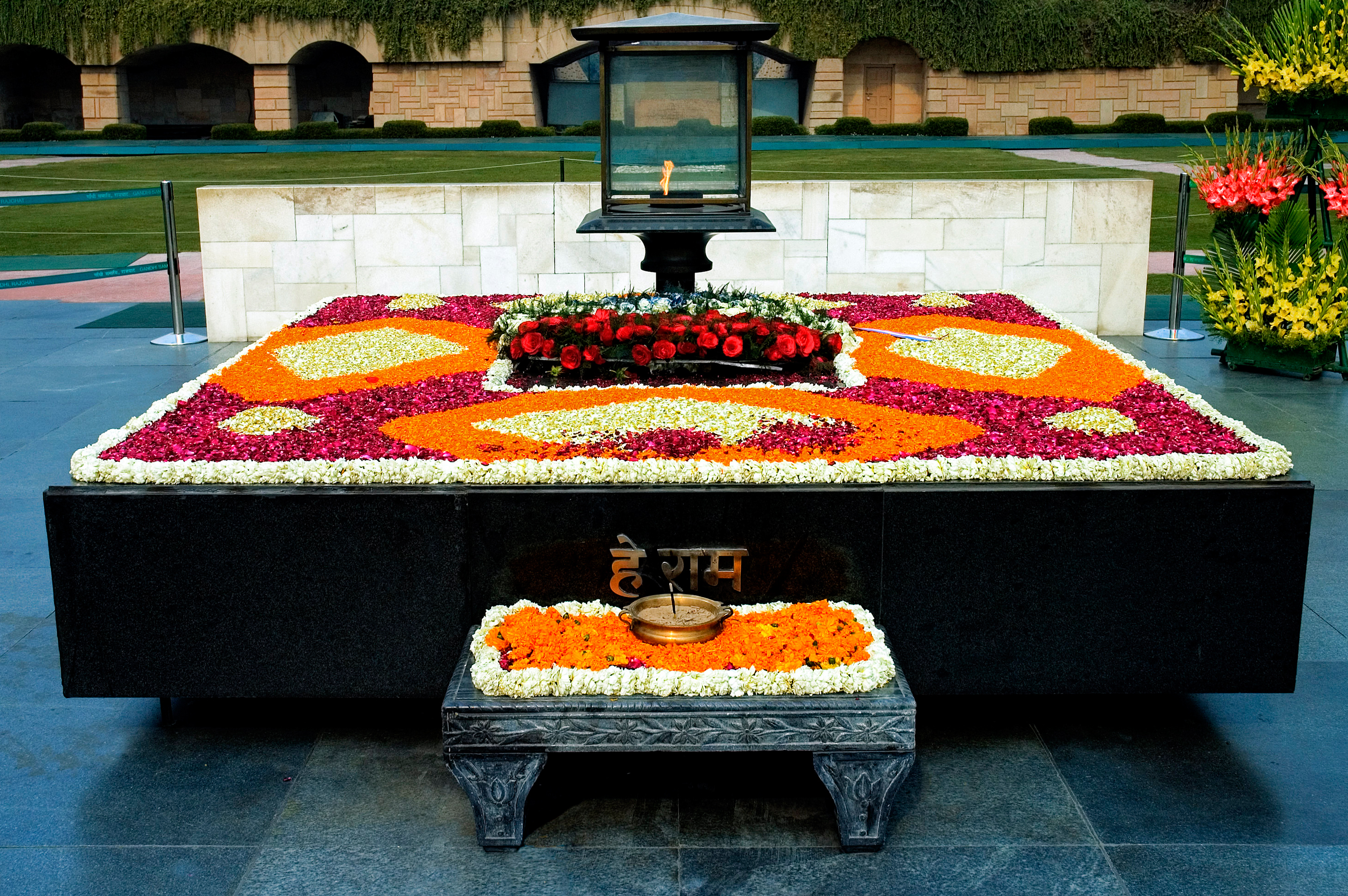
مثوى مهاتما غاندي الأخير «راج غات»

أمضى المهاتما غاندي آخر 144 يومًا من حياته في «غاندي سمريتي» في نيودلهي، إلى اغتياله في 30 يناير 1948، وحُرقت جثته في «راج غات» في 31 يناير 1948، ودُفن رماده بجانب قدسية نهر يامونا، وقد صممها المهندس المعماريّ «فانو بهوتا» على شكل مِنَصّة مربعة كَبِيرَة مَع رخام أسود.
تشتهر نيودلهي بحدائقها المُتميزة بالمناظر الطَّبيعية الجميلة، والَّتِي تبدو مذهلة في الربيع، ويُشكل «منتزه بوذا جايانتي»، و«حدائق لودي التاريخيَّة» أكبرها.

## المواصلات

### الطيران
يُعتبر «مطار انديرا غاندي الدولي» الواقع في جنوب غرب دلهي البوابة الرَئِيسيّة للحركة الجوية المدنيّة المحَلِية والدوليَّة في المدينة، وَفِي 2012-2013 بلغَ عدد المسافرين عبر المطار أَكثَر من 35 مليُون مسافر،  وَهُو من أَكثَر المطارات ازدحامًا في جَنُوب آسِيَا، ويتعامل المبنى رقم 3 مَع 37 مليُون مسافر سنويًا، وقد بُني المبنى بَين عاميّ 2007 و2008، بتكلفة بَلَغَت 96.8 مليار روبية هندية (1٫6 مليار دولار أمريكي).
تأسس «نادي دلهي للطيران» في 1928 بطائرتين من طراز «دي هافيلاند موث» واسمهما «دلهي»، و«روشانارا»، وَكَان مقره في «مطار صفدر جنك» الَّذِي بدأَ تشغيله في عام 1929 وَكَان المطار الوحيد في دلهي، وثاني مطار في الهند،  واستمر المطار في العَمَل حتَّى 2001، وَفِي يناير 2002 أوقفت الحُكومة أَنشطة الطَّيَرَان فِيه بسبب المخاوف الأمنيَّة في أعقاب هجمات نِيُويُورك في سبتمبر 2001، ومنذ ذَلِك الحين يُنُظُم دورات في صيانة الطائرات فقط،  ويستخدم لنقل كبار الشخصيّات إلى «مطار أنديرا غاندي الدوليّ» عبر طائرات الهليكوبتر.
في عام 2010 مُنح مطار أنديرا غاندي الدوليّ رابع جائزة كأفضل مطار فِي العَالم، وجائزة «أفضَل مطار تم تحسينه» في مِنطَقَة آسِيَا وَالمُحِيط الهَادِئ من قَبل مجلس المطارات الدولي،  وَفِي 2015 صُنف بأنَّه «أفضَل مطار فِي العَالم» في فئة 25-40 مليُون مسافر،  كما حصل «مطار دلهي» على جائزتين «كأفضل مطار في آسِيَا الوسطى/الهند»، و«أفضَل طاقم عَمَل في المطار في آسِيَا الوسطى/الهند» في حفلِ جوائز سكايتراكس للمطارات العالميَّة في 2015.

### الطرق
تمتلك نيودلهي وَاحِد من أكبر نُظم النَّقل بالحافلات في الهند، وتُشغلها شركو النَّقل (دي تي سي)، الَّتِي تمتلك أكبر أسطول من حافلات الغاز الطَّبيعِيّ المضغوط، وتُشكل المركّبات الشخصية جُزءًا كبيرًا من المركّبات في نيودلهي، وفيها أكبر عدد من السيَّارات مُقارنة بمدن الهند الحضريّة الأُخرى، وتُعتبر الأعلى كثافة في الطرق حيثُ يصل متوسط سرعة السيَّارات 15–20 كم/س (9.3–12.4 ميل/س) في ساعات الذروة.
من أهم الطرق السريعة في المدينة «الطريق الدائري الداخليّ» بطول 51 كم، و«الطريق الدائري الخارجي» الَّذِي يربط المناطق النائية في دلهي، و«طَرِيق دلهي نويدا دايركت فلاي واي» وَهُو طَرِيق سريع مؤلف من ثماني حارات يربط بَين نيودلهي ودلهي ونويدا، و«طَرِيق دلهي جورجاون السَّرِيع» بطول 28 كم (17 ميل) ويربط نيودلهي بجورجاون، و«طَرِيق دلهي فريداباد سكايواي السَّرِيع» الَّذِي يربط نيودلهي بفريد أباد.
ومن الطرق السريعة الوطنيَّة الَّتِي تَمَرّ عبر نيودلهي:
- «الطريق السَّرِيع الوطنيّ 19» أو «طَرِيق دلهي-كولكاتا» وَهُو طَرِيق مزدحم يمر عبر ولايات دلهي وهاريانا وأوتار براديش وبيهار وجارخاند والبنغال الغَربيَّة.
- «الطريق السَّرِيع الوطنيّ 44»: يربط سريناغار مَع كانياكوماري ويمُر عبر دلهي.
- «الطريق السَّرِيع الوطنيّ 48»: يربط بَين نيودلهي وتشيناي.
- «الطريق السَّرِيع الوطنيّ 9»: يربط بَين «مالوت» في البنجاب، و«يثوراجاره» في أوتار براديش، ويمُر عبر دلهي.

### السكك الحديدية
تُعتبر نيودلهي مفترق طرق رَئِيسيّ في شبكة السكك الحديديَّة الهنديَّة، وهي المقر الرَئِيسيّ للسكك الحديديَّة الشماليَّة، وفيها خمس محطَّات رئيسيَّة وهي «محطّة سكة حديد نيودلهي»، و«دلهي القديمة»، و«محطّة سكة حديد نِظَام الدين»، و«محطّة سكة حديد أناند فيهار»، و«ساراي روهيلا»،  يُخدم مترو دلهي أجزاء واسعة من دلهي والمُدن المُجاورة وهي فريد آباد وغازي آباد وجورجاون ونويدا، وَهُو نِظَام نَقل سريع جماعي أنشأته وتُشغله «شَّرِكَة مترو دلهي للسكك الحديديَّة»، وَفِي ديسمبر 2016 تكون المترو من 160 محطة، وستة خطوط تشغيلية بطول إجمالي بلغَ 213 كيلومتر (132 ميل)، وعدة خطوط أُخرى قيد الإِنشاء من المتوقع تشغيلها في 2017 لتضيف 150 كم إلى خطوط المترو،  وتنقُّل حوالي ثلاثة مليُون مسافر كلّ يوم.
| اسم المحطة        | رمز المحطة | منطقة السكك الحديدية    | إجمالي المنصات |
| ----------------- | ---------- | ----------------------- | -------------- |
| نيو دلهي          | NDLS       | السكك الحديدية الشمالية | 16             |
| دلهي القديمة      | DLI        | السكك الحديدية الشمالية | 16             |
| حضرة نظام الدين   | NZM        | السكك الحديدية الشمالية | 7              |
| محطة أناند فيهار  | ANVT       | السكك الحديدية الشمالية | 7              |
| دلهي ساراي روهيلا | DEE        | السكك الحديدية الشمالية | 7              |

### المترو

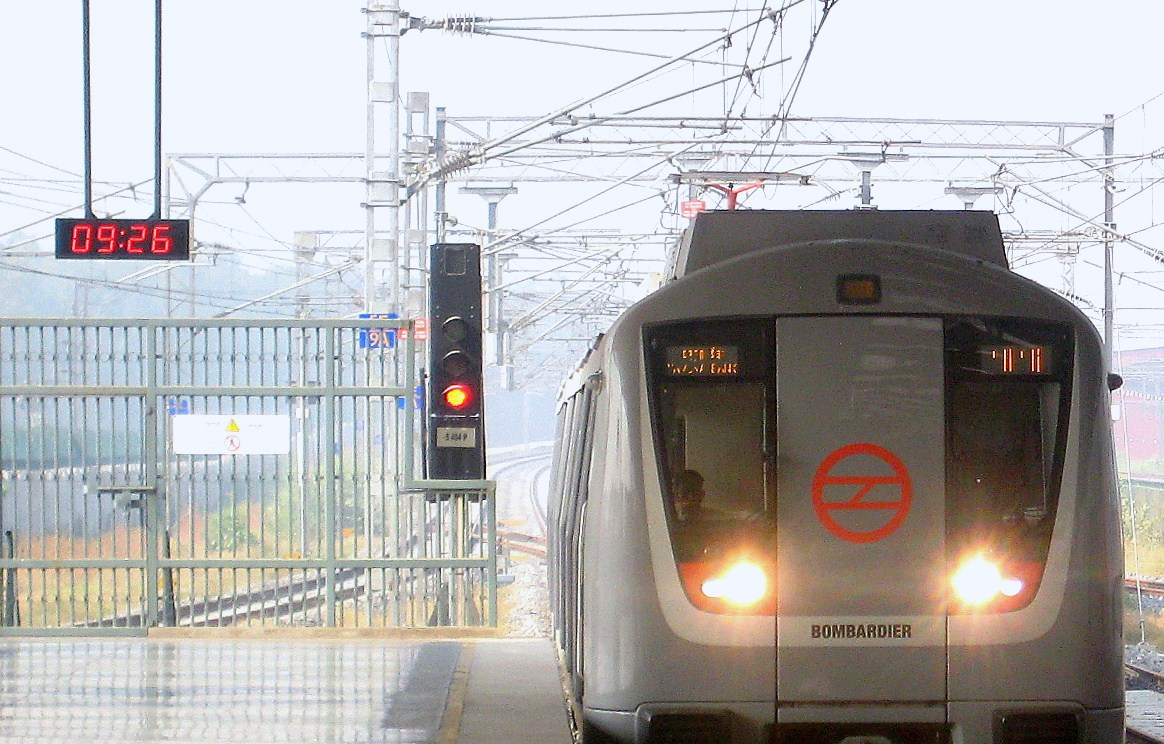
المرحلة الثانية من مترو دلهي

يُخدم مترو دلهي دلهي، وفريد آباد، وغازي آباد، وجورجاون، ونويدا، وَهُو ثاني أكبر نِظَام مترو فِي العَالم من حيثُ الطول، وقد كَان أول نِظَام نَقل عام حديث في الهند، حيثُ أحدث ثورة في السفر من خِلال تَوفِير وسيلة نَقل سريعة وموثوقة وآمنة ومريحة، وتتكوَّن شبكة مترو دلهي حاليًا من 285 محطة، ومسارات يبلغ طولها 389 كيلومتر (242 ميل)،  وقد تجاوزت الشَّبَكَة حدود دلهي ووصلت إلى «غازي أباد» و«نويدا» في أوتار براديش، و«فريد أباد» و«جورجاون» في هاريانا، وتحتوي جَمِيع المحطات على سلالم متحركة ومصاعد وبلاط ملموس لتوجيه ضعاف البصر من مداخل المحطّة إلى القطارات، ووفقًا لدراسة فَقَد ساعد مترو دلهي في إزالة نَحو 390 ألف سيارة من شوارع دلهي.
تبني وتُشغل مترو دلهي «شَّرِكَة مترو دلهي المحدودة» وهي شَّرِكَة مَملُوكَة للدولة، تتشارك فِيهَا حكومة الهند وحكومة إقليم العاصِمَة الوطنيَّة دلهي بالتساوي، وتُعد الشَّرِكَة تَابِعَة إداريًا لوزارة التَّنمِيَة الحضريّة في الحُكومة الهنديَّة، وتشارك الشَّرِكَة في تخطيط وَتَنفِيذ مشاريع المترو، والسكك الحديديَّة أحادية السكة، والسكك الحديديَّة عالية السرعة، وتقديم الخِدمات الاِستِشارِيَّة لمشاريع المترو الأُخرى داخل البلاد وخارجها.

## منظر المدينة

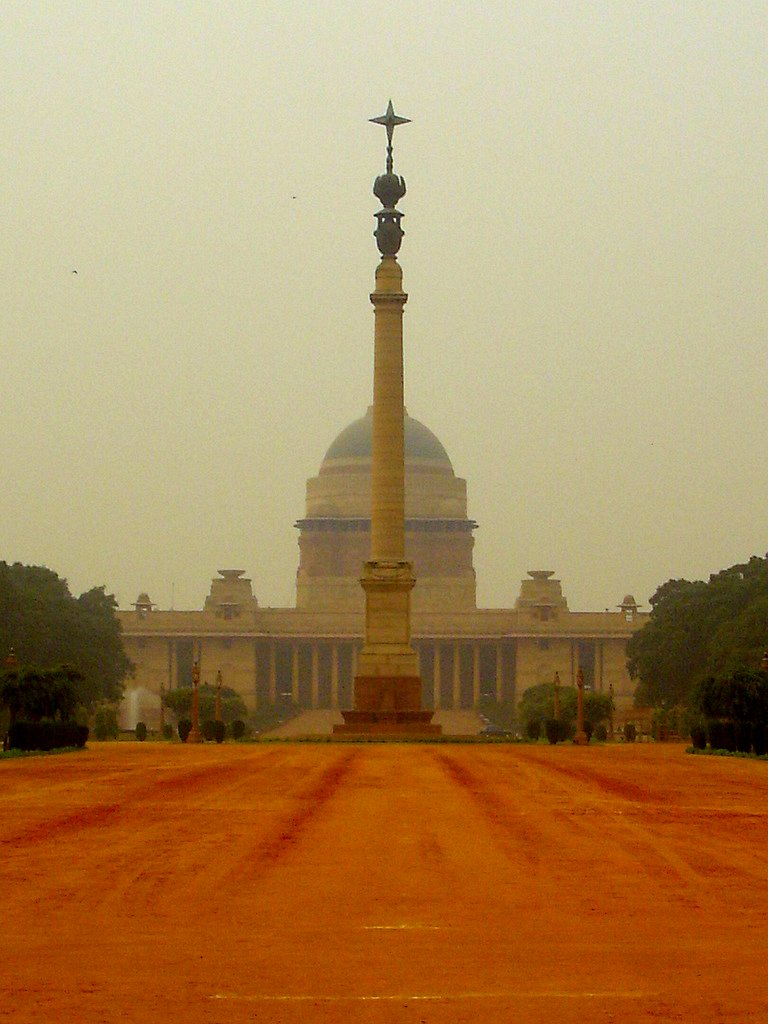
راشتراباتي بهافان هو المقر الرسمي لرئيس الهند.

خطط المهندس المعماريّ البريطانيّ الرائد في القرن العِشرين إدوين لوتينز لِوَضع جُزء كَبِير من نيودلهي ليكون «مِنطَقَة إدارية مركزية» للمدينة ليدل على الطموحات الإمبراطوريَّة البريطانيَّة، وقد بُنيت نيودلهي حول اثنين من المتنزّهات المركزيَّة وهما «راجباث» و«جانباث»، حيثُ يمتد «راجباث» أو «طَرِيق الملك» من راشتراباتي بهافان إلى بوابة الهند، بينما يبدأ جانباث المعروف سابقًا بِاِسم «طَرِيق الملكة» من سيرك كونوت ويقطع راجباث بزوايا قَائِمَة، وتُوجد 19 سفارة أجنبية في مِنطَقَة «شانتيباث» القريبة ممَّا يجعلها أكبر جيب دبلوماسي في الهند.
يقع فندق «راشتراباتي بهافان» في قلب المدينة (المعروف سابقًا بِاِسم «فايسروي هاوس») على قِمَّة «هيل ريسينا»، بينما تَقعُ الأمَانَة العامَّة الَّتِي تضم الوزارات الحكوميَّة خارج راشتراباتي بهافان، ويَقع مَبنى البرلمان الَّذِي صممه «هربرت بيكر» في «سانساد مارغ» المُمتد بالتوازي مَع «راجباث»، وتُعد مِنطَقَة «كونوت بليس» مِنطَقَة تجاريَّة دائرية كَبِيرَة في نيودلهي، على غرار الهلال الملكيّ في إنجلترا، وتؤدّي إلى خارج حلقة كونوت بليس اثنا عشر طريقًا منفصلاً أحدها طَرِيق جانباث.

### العِمارة
أُختير مخطط مَدِينَة نيودلهي مِثل هندستها المعماريّة ليكون رمزًا للقوة والتفوق البريطانيّ،  وكانت جَمِيع القرارات تهدف لِذلك، حيثُ كَان الإِطار الَّذِي أملى اِختِيَار وَتَطبِيق الرموز والتأثيرات من العِمارة الهندوسيَّة والإسلاميَّة.
استغرق بِنَاء المدينة حوالي 20 عامًا بدءًا من عام 1911،  وتقتبس العديد من عَنَاصِر العِمارة في نيودلهي من مصادر أصلية، وتتناسب مَع التقليد البريطانيّ الكلاسيكي/البالادي، وَكَان وُجُود الميزات الأصليَّة في التصميم بسبب إصرار وحث كلّ من نائب الملك اللورد هاردينج والمُؤرخين مِثل «إي بي هافيل».
في العَام 2019 أقترحت وزارة الإسكان والشؤون الحضريّة وحكومة الهند مَشرُوع إعادة تَطوِير وَسَط فيستا وإعادة تَطوِير أَكثَر من 440 هكتار  بتكلفة 20000 كرور روبيه هنديه (3.3 مِليار دُولَار أمريكي).

## الرياضة

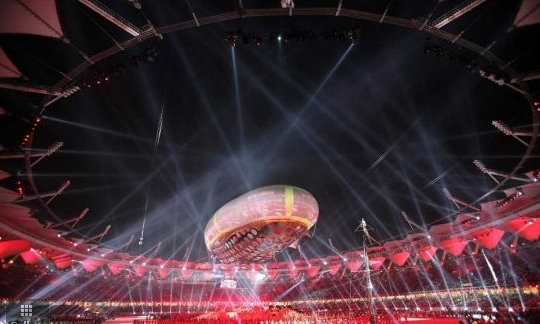
حفل افتتاح دورة ألعاب الكومنولث 2010 في ملعب جواهر لال نهرو. في المقدمة يوجد الأيروستات.

استضافت المدينة دورة ألعاب الكومنولث لعام 2010 وتستضيف سنويًا سباق نصف ماراثون للقدم في دلهي. سبق أن استضافت المدينة دورة الألعاب الآسيوية عام 1951 والألعاب الآسيوية عام 1982. كانت نيودلهي مهتمة  بالمزايدة على دورة الألعاب الآسيوية 2019 ولكن الحكومة رفضتها في 2 أغسطس 2010 وسط مزاعم بالفساد في دورة ألعاب الكومنولث 2010.
تشمل الملاعب الرياضية الرئيسية في نيودلهي ملعب جواهر لال نهرو واستاد أمبيدكار وملعب إنديرا غاندي الداخلي واستاد آرون جيتلي ومجمع آر كيه خانا للتنس واستاد ديان تشاند الوطني ومجمع سيري فورت الرياضي.
| النادي             | رياضة      | الدوري | مكان                                 | فترة                  |
| ------------------ | ---------- | ------ | ------------------------------------ | --------------------- |
| دلهي كابيتالس      | كريكيت     | IPL    | ملعب آرون جايتلي                     | 2008 إلى الوقت الحاضر |
| دلهي ويزاردز       | الهوكي     | WSH    | استاد ديان تشاند الوطني              | 2011 إلى الوقت الحاضر |
| دلهي ويفيرايدرز    | الهوكي     | السلام | استاد ديان تشاند الوطني              | 2013 إلى الوقت الحاضر |
| دلهي داشرز         | تنس الريشة | PBL    | ملعب دي دي ايه لكرة الريشة والاسكواش | 2015-2019             |
| دابانغ دلهي        | كبدي       | PKL    | مجمع ثياجاراج الرياضي                | 2014 إلى الوقت الحاضر |
| دلهي ديناموس إف سي | كرة القدم  | ISL    | ملعب جواهر لال نهرو                  | 2014-2018             |
| الآسات الهندية     | التنس      | IPTL   | انديرا غاندي ارينا                   | 2014 إلى الوقت الحاضر |
| ديلي فير           | المصارعة   | PWL    | ملعب KD Jadhav Wrestling             | 2015 إلى الوقت الحاضر |

## العلاقات والمنظمات الدولية
تُعد نيودلهي موطن للعديد من المنظمات الدولية. يقع المقر الرئيسي لمركز آسيا والمحيط الهادئ لنقل التكنولوجيا التابع للجنة الاقتصادية والاجتماعية لآسيا والمحيط الهادئ (UNESCAP) الذي يخدم منطقة آسيا والمحيط الهادئ في نيودلهي. نيودلهي هي موطن لمعظم المكاتب الإقليمية للأمم المتحدة في الهند، وهي برنامج الأمم المتحدة الإنمائي، ومكتب الأمم المتحدة المعني بالمخدرات والجريمة، واليونسكو، واليونيسيف، وبرنامج الأغذية العالمي، ومتطوعي الأمم المتحدة، ومؤتمر الأمم المتحدة للتجارة والتنمية، ومنظمة الأغذية والزراعة، وصندوق الأمم المتحدة للسكان، ومنظمة الصحة العالمية، والبنك الدولي، ومنظمة العمل الدولية، وصندوق النقد الدولي، وصندوق الأمم المتحدة الإنمائي للمرأة، ومؤسسة التمويل الدولية، وبرنامج الأمم المتحدة المشترك المعني بفيروس نقص المناعة البشرية / الإيدز. يقع تمثيل المفوضية في الهند أيضًا في المدينة.
تستضيف نيودلهي 145 سفارة ومفوضيات عليا أجنبية.

### المؤتمرات
استضافت نيودلهي مؤتمر الأمم المتحدة للتجارة والتنمية في اجتماعه الثاني في عام 1968، واستضافت القمة السابعة لحركة عدم الانحياز في عام 1983، وقمة البريكس الرابعة في 2012،  وقمة «منتدى حوار الهند والبرازيل وجنوب أفريقيا» في عام 2015،  والمؤتمر العالمي الخامس حول الفضاء الإلكتروني في عام 2017،  كما ستستضيف الهند قمة مجموعة العشرين في عام 2022 في نيودلهي.

## المدن الشقيقة
لنيودلهي اتفاقيات توأمة مع كل من:
- موسكو، روسيا.[123]
- بكين، الصين (2013)[124]

## اقرأ أيضا
- تشيرابونجي